# Johannes-Calvin-Kirche

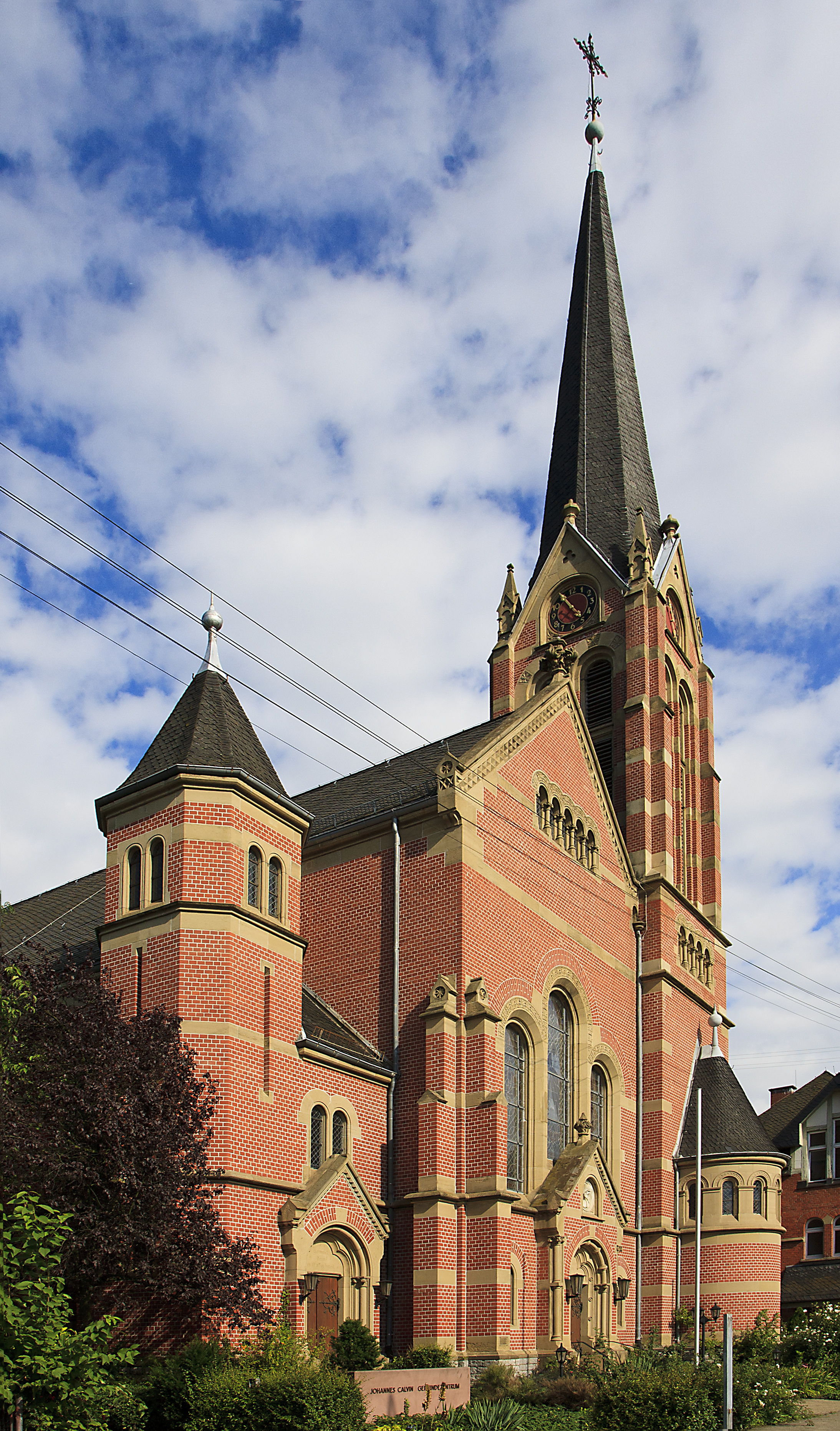
Johannes-Calvin-Kirche

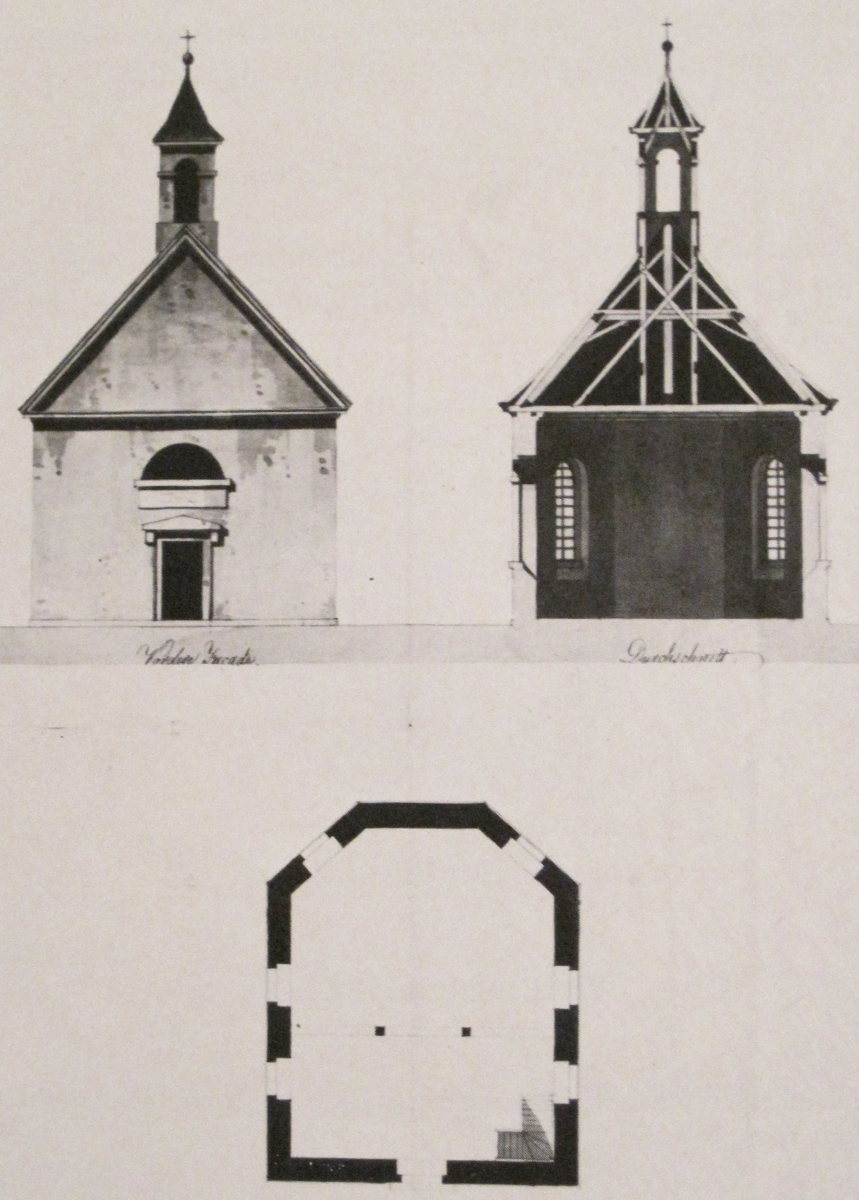
Aufriss, Schnitt und Grundriss der Reformierten Kirche 1818

Die Johannes-Calvin-Kirche ist eine evangelische Kirche im Mannheimer Stadtteil Friedrichsfeld. Sie wurde zwischen 1900 und 1902 nach den Plänen von Hermann Behaghel im neugotischen Stil erbaut.

## Geschichte
Friedrichsfeld wurde erst im 17. Jahrhundert gegründet, als sich Hugenottenfamilien aus dem Raum Sedan hier niederließen. Sie waren französisch-reformiert und bauten 1687 eine Kirche. Bereits kurz darauf wurde sie wie ganz Friedrichsfeld im Pfälzischen Erbfolgekrieg von französischen Truppen zerstört. Die Einwohner flüchteten nach Brandenburg und kehrten auch nach dem Friedensschluss nicht mehr zurück. Die neuen Siedler waren konfessionell gemischt. Die Reformierten wurden vom Pfarrer der Seckenheimer Kirche betreut, bis sie 1741 Filialgemeinde von Edingen wurden. Drei Jahre zuvor war auch an der Stelle der alten Kirche mit einem Neubau begonnen worden.
1852 wurde die Kirche erweitert. Aufgrund des Bevölkerungswachstums gegen Ende des 19. Jahrhunderts war sie aber bald wieder zu klein, so dass ein Neubau diskutiert wurde. 1900 wurde der Grundstein gelegt und am 16. Oktober 1902 wurde die Kirche mit einem Festgottesdienst, an dem der badische Großherzog Friedrich I. teilnahm, eingeweiht. Zuständig für die Seelsorge war aber immer noch der Edinger Pfarrer. 1904 wurde dann ein Vikariat eingerichtet und 1910 wurde Friedrichsfeld eine selbständige Pfarrei. Drei der vier Glocken der Gießerei Andreas Hamm mussten im Ersten Weltkrieg abgeliefert werden. Die verbliebene Glocke wurde 1924 durch zwei neue ergänzt. 1935 wurde der Innenraum unter der Leitung von Christian Schrade, dem Architekten der Christuskirche, renoviert.
Im Zweiten Weltkrieg wurden wiederum zwei der drei Glocken eingezogen. Ansonsten überstand die Kirche, bis auf eines zu Bruch gegangenen Fensters, den Krieg unbeschadet und 1950 konnte auch das neue Geläut eingeweiht werden. 1961 und 1977 wurde die Kirche renoviert. Im selben Jahr, dem 75-jährigen Jubiläum, wurde die Kirche nach dem Reformator Johannes Calvin benannt. Sie ist die einzige Johannes-Calvin-Kirche in Deutschland. Zum 100-jährigen Jubiläum im Jahr 2002 erfolgte erneut eine Renovierung des Innenraums, wobei insbesondere die historische Farbgebung wiederhergestellt wurde.

## Beschreibung

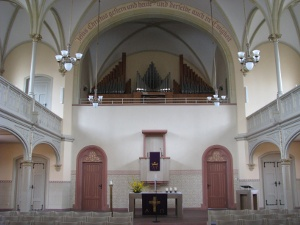
Blick zum Altar

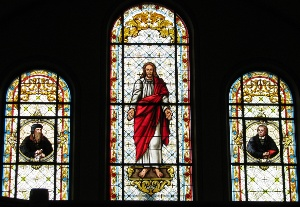
Fenster über dem Eingang

Die Johannes-Calvin-Kirche steht im Süden von Friedrichsfeld. Sie ist eine dreischiffige Hallenkirche ohne Chorapsis im neugotischen Stil. Das äußere Erscheinungsbild ist geprägt von rotem Backstein, der von hellem Sandstein gegliedert wird. Die rundbogigen Portale verleihen der Fassade neuromanische Anklänge. Der, typisch für Behaghelsche Kirchen, hochaufschießende Kirchturm ist an der südlichen Ecke angegliedert.
Der Innenraum besitzt eine an drei Seiten umlaufende Empore. Über dem Altar schließt die Orgelempore mit einem Rundbogen mit der Inschrift „Jesus Christus gestern und heute und derselbe auch in Ewigkeit“ (Hebr 13,8 ). Die erste Orgel stammte von Voit und Söhne (Durlach). Nachdem eine Reparatur nicht mehr wirtschaftlich gewesen wäre, wurde sie 1961 durch ein Instrument der Firma E. F. Walcker ersetzt. Die Orgel hat 24 Register. Die drei Fenster über dem Haupteingang zeigen Darstellungen von Johannes Calvin, Jesus Christus und Martin Luther.
Im Vorraum der Kirche befinden sich eine bronzene Gedenktafel und die Urne von Otto Hoffmann, Direktor der Steinzeugfabrik, die 6.000 Goldmark für den Bau der Kirche gespendet hatte. 1956 wurden dort zwei Sandsteintafeln mit den in den beiden Weltkriegen getöteten und vermissten Gemeindemitgliedern aufgestellt, die der Bildhauer Robert Stieler schuf. Der Taufstein, ebenfalls aus rotem Sandstein, stammt aus dem Jahr 1959.

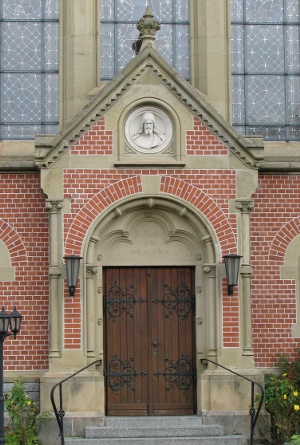
Portal
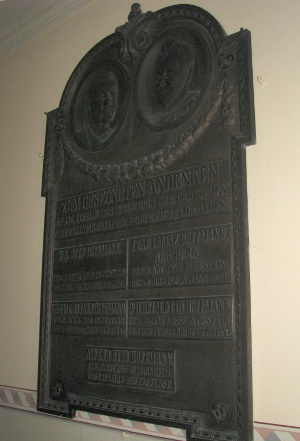
Stiftertafel
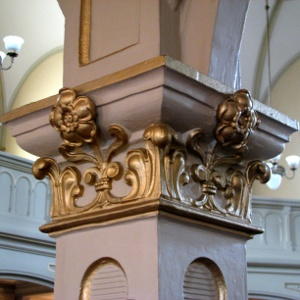
Kapitell

Das Geläut besteht aus vier Gussstahlglocken, die 1950 vom Bochumer Verein für Gußstahlfabrikation gegossen wurden.
| Name              | Mahnung | Ton |
| ----------------- | ------- | --- |
| Lutherglocke      | Glaubet | d'  |
| Calvinglocke      | Wachet  | f'  |
| Melanchthonglocke | Liebet  | g'  |
| Tersteegenglocke  | Betet   | b'  |